# أدونيس سيلفيوني
أدونيس سيلفيوني (الاسم العلمي: Adonis laserpitiifolia) نوع نباتي ينتمي إلى جنس الأدونيس أو عين الجمل من الفصيلة الحوذانية.